# 椋田那津希
椋田那津希（むくだ なつき）は日本の総務官僚。香川県総務部長。

## 来歴
初芝富田林高等学校から東京大学文科一類に入学。東京大学法学部卒業。2002年 総務省入省。自治税務局市町村税課配属。2006年4月 総務省自治行政局市町村課長補佐。2011年8月 自治大学校教授。2019年 香川県政策部次長。2021年4月1日 香川県総務部長。

## 略歴
- 2002年4月：総務省入省。自治税務局市町村税課配属[2]。
- 2002年10月：石川県総務部地方課。
- 2003年4月：石川県総務部財政課。
- 2004年4月：厚生労働省労働基準局賃金時間課。
- 2005年10月：厚生労働省労働基準局勤労者生活部勤労者生活課。
- 2006年4月：総務省自治行政局市町村課長補佐。
- 2007年7月：総務省行政評価局客観性担保評価PT評価監視調査官。
- 2008年7月：池田市総合政策部長。
- 2010年8月：総務省大臣官房総務課管理室課長補佐。
- 2011年8月：自治大学校教授。
- 2013年4月：総務省大臣官房秘書課長補佐。
- 2019年：香川県政策部次長。
- 2021年4月1日：香川県総務部長[3]。
- 2023年3月31日：総務省へ復帰[4]。
- 2023年4月1日：総務省自治行政局地域自立応援課企画官。
- 2024年6月︰自治体国際化協会パリ事務所長[5]。